# Il colpo maestro di Riccarda Torrente
Il colpo maestro di Riccarda Torrente o Il pugno che non trema (Ihr bester Schuß) è un film muto del 1916 diretto da Rudolf Biebrach.

## Produzione
Il film fu prodotto dalla Messter Film GmbH (Berlin) e venne girato nei Messter-Atelier della Blücherstraße 32 di Kreuzberg, a Berlino.

## Distribuzione
La prima proiezione si tenne a Berlino il 10 marzo 1916 con il visto di censura No. 38975 che ne proibiva la visione ai minori.